# Penthorum
Penthorum L., 1753 è un genere di piante angiosperme dell'ordine Saxifragales, unico genere della famiglia Penthoraceae Rydb. ex Britton, 1901.

## Tassonomia
Il genere comprende le seguenti specie:
- Penthorum chinense Pursh
- Penthorum sedoides L.